# تالاب‌های استان لرستان
تالاب‌های استان لرستان از جمله جاذبه‌های طبیعی این استان هستند و به ویژه در فصل بارندگی زیبای خاصی به منطقه می دهد .علاوه بر زیبایی، این تالاب‌ها زیستگاه مناسب برای انواع آبزیان و پرندگان بومی و مهاجر می‌باشد . در این میان هفت تالاب در منطقه آهکی در شرق رودخانه کشکان و کبیر کوه قرار دارد. همچنین تالاب بیشه دالان در جنوب شهرستان بروجرد و تالاب سیلاخور در شمال غربی شهرستان دورود قرار دارد. سراب گلهو ( در مسیرجاده کاکا رضا به بروجرد ) که دارای دو چشمه است .چشمه بالایی بزگتر و پر آب تر و چشمه پایینی کوچک تر و کم آب تراست .چشمه بالایی دائمی و چشمه پایینی تقریبا فصلی است . منطقه گلهو سر سبز و سرشار از گیاهانی است که مصرف غذایی و دارویی دارند مانند زرشک سبز ، آویشن کوهی ، پینومه یا کرفس کوهی ، قارچ ، بنه ، ریواس و .... می باشد . سراب رباط ذهابی یکی از پر آب ترین چشمه های شهر خرم آباد است که در روستای رباط ذهابی قرار دارد . این روستا در 16 کیلومتری شهر خرم آباد قرار دارد . تمام روستاهای پایین دست این روستا تا شهر خرم آباد ، برای آشامیدن و آب یاری زمین های کشاورزی  از آب این چشمه پر آب استفاده می کنند . و هیچ منبع آبی  دیگری بجز چشمه سراب رباط ذهابی برای تامین آب آن ها وجود ندارد . 

## جدول تالاب‌ها
| تالاب هاب استان لرستان |                      |           |                                       |            |                |         |
| نام                    | موقعیت               | وسعت      | حیات وحش                              | پوشش گیاهی | بهره‌برداری     | تجهیزات |
| دریاچه گهر             | دورود                | 150 هکتار | ماهی خال قرمز، رنگین کمان             | نی - جلبک  | صید تفریحی     | ندارد   |
| تالاب تکانه            | ارتفاعات چول، پلدختر | 5 هکتار   | ماهی سیاه                             | نی         | شکار ممنوع     | ندارد   |
| تالاب لفانه 1 و 2      | شهرستان پلدختر       | 10 هکتار  | پرندگان                               | نی         | شکارممنوع      | ندارد   |
| تالاب زردابه           | شهرستان پلدختر       | 2 هکتار   | آبزی                                  | نی         | شکار ممنوع     | ندارد   |
| تالاب سیاه             | شهرستان پلدختر       | 5/1 هکتار | پرندگان مهاجر و بومی                  | نی         | شکار ممنوع     | ندارد   |
| تالاب بلمک             | شهرستان پلدختر       | 14 هکتار  | ---                                   | نی         | شکار ممنوع     | ندارد   |
| تالاب جمجمه            | شهرستان پلدختر       | 7/3 هکتار | ---                                   | نی         | شکارممنوع      | ندارد   |
| تالاب تاف 1 و 2        | شهرستان پلدختر       | 5 هکتار   | ---                                   | نی         | شکار ممنوع     | ندارد   |
| تالاب گلم سوزه         | شهرستان پلدختر       | 2 هکتار   | ---                                   | نی         | شکار ممنوع     | ندارد   |
| تالاب پیکه             | شهرستان پلدختر       | 5/3 هکتار | ---                                   | نی         | شکار ممنوع     | ندارد   |
| تالاب بیشه دالان       | شهرستان بروجرد       | 913 هکتار | پرندگان آبزی و کنار آبزی بومی و مهاجر | نی         | شکار با پروانه | ندارد   |